# Hans Hermann Weyer
Hans-Hermann Weyer-Graf von Yorck (Berlín, 22 de abril de 1938-Río de Janeiro, 15 de agosto de 2023) fue un comerciante de títulos alemán. En los medios de comunicación se le suele llamar Konsul Weyer («Cónsul Weyer»), y él mismo se presenta como «Cónsul Weyer Graf von Yorck».

## Biografía
Nació y creció en Berlín. Cuando su padre regresó del cautiverio soviético en 1955, su madre ya lo había declarado muerto y se casó con el oficial británico Clifford Davis. Años más tarde, Weyer pudo localizar a su padre en Uruguay. Su hermano se convirtió en piloto de una aerolínea alemana.
Según informes, su padrastro Davis le dio acceso a círculos diplomáticos, a través de los cuales Weyer estableció relaciones comerciales con los embajadores de países pobres que no podían pagar consulados profesionales. En un momento, Weyer dijo que dispuso 465 consulados honorarios. Weyer afirmó en 2009 tener activos de «poco menos de 300 millones de euros», para en 2019 tener «450 millones de euros en juego». Se dice que el foco de su actividad comercial estuvo en América del Sur, donde mantuvo contactos personales con el entonces dictador de Paraguay, Alfredo Stroessner.
Weyer medió un sistema en el cual clientes adinerados podían ser adoptados por miembros de familias aristocráticas, en su mayoría empobrecidos. El propio Weyer se hizo adoptar por una condesa von Yorck; desde entonces, su apellido civil fue «Weyer-Graf von Yorck». Su residencia principal se encontraba Río de Janeiro, pero también tenía otras residencias y era dueño de una isla privada, entre otras cosas. En público, Weyer aparecía ocasionalmente con uniformes de estilo naval diseñados por él mismo.
Por un corto tiempo, Weyer se desempeñó como presidente y candidato a canciller; el 18 de noviembre de 1979 en Múnich fundó el Deutschen Freiheitspartei (DFP, Partido Alemán de la Libertad). Según sus propias declaraciones, el partido contaba con 26 000 afiliados. En las elecciones al Bundestag de 1980, el DFP se presentó con un solo candidato directo en el distrito electoral de Frisinga y recibió 96 votos.
En 1991, Weyer se casó con la doctora Christina Scholtyssek (n. 1963), hija del diplomático Karl-Heinz Scholtyssek. Durante muchos años, Weyer fue estrella invitada en programas de entrevistas de televisión (en la década de 1990, por ejemplo, se enfrentó a la científica social y publicista Jutta Ditfurth en el programa de entrevistas nocturno Visavis de NDR), además de aparecer en numerosas coberturas de tabloides, así como en anuncios de Onken.

## Obras

### Bibiliografía
- Zypern heute (Chipre hoy). Weyer/Austria 1967.
- Schwarz-rot-goldene Titelträger. Ein indiskretes Handbuch für die große Karriere (Poseedores de títulos negros, rojos y dorados: Un manual indiscreto para una gran carrera). Múnich 1971 (con Joachim Hemmann y Richard Kerler).
- Ich, der schöne Consul. Karrieren für die Wunderkinder (Yo, el apuesto Cónsul: Carreras para los niños prodigio). Goldmann Verlag, Múnich 1986, ISBN 3-7770-0426-X.

### Discografía
- C’est La Vie, Ma Chérie · Du hast so lange nicht gelacht
- Von Hamburg nach Hawaii (solo se muestra en la portada)